# Миле Зечевич
Миле Зечевич (на македонска литературна норма: Миле Зечевиќ) е политик и разузнавач, бивш директор на Управлението за сигурност и контраразузнаване на Северна Македония.

## Биография
Миле Зечевич завършва право в Скопския университет през 1996 г. и става адвокат. Член е на СДСМ от 1994 г.
Развива кариерата си като началник на кабинета на министъра на отбраната Владо Бучковски за няколко месеца през 2001 г. След победата на СДСМ на изборите от есента на 2002 г. е назначен за заместник генерален директор на държавното предприятие за летищни услуги, а от ноември 2003 до юни 2004 е генерален директор на правителството . От юни 2004 до август 2006 е директор на Управлението за сигурност и контраразузнаване (УБК).
След загубата на изборите Миле Зечевич е организационен секретар на СДСМ от есента на 2006 до началото на февруари 2008. Освободен е от Горан Минчев и Радмила Шекеринска заради „слаби резултати“. Избран е на същия пост на 29 октомври 2013 при новия лидер Зоран Заев.